# Famille van Oldeneel
 (mars 2025).
 (août 2023).
La mise en forme du texte ne suit pas les recommandations de Wikipédia : il faut le « wikifier ».
Les points d'amélioration suivants sont les cas les plus fréquents. Le détail des points à revoir est peut-être précisé sur la page de discussion.
- Les titres sont pré-formatés par le logiciel. Ils ne sont ni en capitales, ni en gras.
- Le texte ne doit pas être écrit en capitales (les noms de famille non plus), ni en gras, ni en italique, ni en « petit »…
- Le gras n'est utilisé que pour surligner le titre de l'article dans l'introduction, une seule fois.
- L'italique est rarement utilisé : mots en langue étrangère, titres d'œuvres, noms de bateaux, etc.
- Les citations ne sont pas en italique mais en corps de texte normal. Elles sont entourées par des guillemets français : « et ».
- Les listes à puces sont à éviter, des paragraphes rédigés étant largement préférés. Les tableaux sont à réserver à la présentation de données structurées (résultats, etc.).
- Les appels de note de bas de page (petits chiffres en exposant, introduits par l'outil «  Source ») sont à placer entre la fin de phrase et le point final[comme ça].
- Les liens internes (vers d'autres articles de Wikipédia) sont à choisir avec parcimonie. Créez des liens vers des articles approfondissant le sujet. Les termes génériques sans rapport avec le sujet sont à éviter, ainsi que les répétitions de liens vers un même terme.
- Les liens externes sont à placer uniquement dans une section « Liens externes », à la fin de l'article. Ces liens sont à choisir avec parcimonie suivant les règles définies. Si un lien sert de source à l'article, son insertion dans le texte est à faire par les notes de bas de page.
- La présentation des références doit suivre les conventions bibliographiques. Il est recommandé d'utiliser les modèles {{Ouvrage}}, {{Chapitre}}, {{Article}}, {{Lien web}} et/ou {{Bibliographie}}. Le mode d'édition visuel peut mettre en forme automatiquement les références.
- Insérer une infobox (cadre d'informations à droite) n'est pas obligatoire pour parachever la mise en page.

Pour une aide détaillée, merci de consulter Aide:Wikification.
Si vous pensez que ces points ont été résolus, vous pouvez retirer ce bandeau et améliorer la mise en forme d'un autre article.
 (août 2023).

Arme de la famille Oldeneel tot Oldenzeel

La famille van Oldenneel ou van Oldenneel de Heerenbrinck est une famille de l'ancienne noblesse d'Overijssel. Il existe également une branche appelée van Oldeneel tot Oldenzeel.

## Histoire
La plus ancienne trace écrite prouvée commence avec Henric Vinke van Oldenelde, mentionné en 1315 comme membre de l'ordre équestre d'Overijssel. Par arrêté royal du 4 août 1819, un membre de la famille sous le royaume uni des Pays-Bas est reconnu comme appartenant à la noblesse néerlandaise avec le titre de baron, transférable à tous les descendants. En 1826, la même chose se produit pour les membres de la famille d'Oldeneel à Oldenzeel. Par arrêté royal belge de 1842, deux membres de la famille Van Oldenneel de Heerenbrinck sont reconnus comme appartenant à la noblesse belge avec le titre de baron.

## Généalogie
- Arnold van Oldenneel († 1571), x Mathilde van Winssum († 1597)
  - Macaire van Oldenneel († 1608), x Arnoldine Kokman († 1598)
    - Henri van Oldenneel (° 1579), x Catherine ter Holten, dame de Heerenbrinck
      - François van Oldenneel, seigneur de Heerenbrinck, x Elisabeth van Hoevell (1624-1671)
        - François van Oldenneel (1671-1714), x Marie de Gansneb de Tengnagel (1681-1747)
          - Henri van Oldennel (1712-1773), x Margaretha van Oldennel (1721-1793)
            - Henri van Oldennel (1745-1815), x Jeanne Weemaels (1773-1852)
              - Hyacinthe d'Oldenneel de Heerenbrinck (voir ci-dessous)
              - Charles d'Oldenneel de Heerenbrinck (voir ci-dessous)

  - Jean van Oldeneel († 1612), x Marguerite van Kloppenberg, dame d'Oldenzeel
    - Arnold van Oldeneel (†1676), x Christine van Nieuwenhof († 1692)
      - Jean van Oldeneel, x Suzanne van Castel
        - Jean-Aenold van Oldeneel (° 1676), x Jeanne van Rode (° 1702)
          - Charles van Oldeneel (1723-1758), seigneur d'Oldenzeel, x Marie-Anne van der Fosse (1719-1785)
            - Jean-Albert van Oldeneel (1758-1810), x Sophie van Hoevel à Westerflier (1776-1857)
              - Karel van Oldeneel à Oldenzeel (voir ci-dessous)

## Hyacinthe d'Oldennel de Heerenbrinck
- Hyacinthe Josse Norbert d'Oldenneel de Heerenbrinck ( Bruxelles, 7 mars 1809 - Malines, 11 mai 1849), lieutenant-colonel dans la cavalerie, est reconnu dans la noblesse héréditaire belge en 1842, avec le titre de baron transmissible à tous les descendants. Il épouse Antoinette Errembault de Dudzeele (1817-1900) en 1837.
  - Henri d'Oldenneel de Heerenbrinck (1840-1880), officier, épouse Marie de Wargny (1841-1892). Ils avaient une fille unique.
  - William d'Oldenneel de Heerenbrinck (1846-1917), général de division, épousa Gabrielle Rouma (1843-1909), veuve de Jean-Jacques d'Oldenneel de Heerenbrinck. Ils eurent trois filles et un fils.
    - Henri d'Oldenneel de Heerenbrinck (1880-1957) s'est marié deux fois, mais est resté sans enfant. Cette branche familiale s'est éteinte en 1957.

## Charles d'Oldennel de Heerenbrinck
Charles Antoine Joseph d'Oldenneel de Heerenbrinck (Bussel, 1er juillet 1810 - 31 juillet 1843), capitaine, est reconnu dans la noblesse héréditaire en 1842, avec le titre de baron transférable à tous les descendants. Il est resté célibataire.

## Karel van Oldeneel tot Oldenzeel
- Karel Hyacinthe Willem Jan van Oldeneel tot Oldenzeel ( Raalte, 24 mai 1803 - Oosterhout, 10 novembre 1864) a été reconnu dans la noblesse héréditaire sous le royaume uni des Pays-Bas en 1826. En 1828, il épouse Léocadie van der Fosse, fille du vicomte Alexandre van der Fosse et de Marie-Eugénie d'Affaytadi de Ghisstelles.
  - Alexandre van Oldeneel tot Oldenzeel (1829-1858), juge à Breda, appartenant à la noblesse néerlandaise (du Nord), épousa la comtesse Emma van der Stegen de Schrieck (1821-1910) en 1856.
    - Philippe van Oldeneel tot Oldenzeel (1857-1938), appartenant à la noblesse néerlandaise (du Nord), a épousé Marie de Wouters de Bouchout (1860-1936).
      - Werner van Oldeneel tot Oldenzeel (1888-1969), appartenant à la noblesse belge, épousa Zoé de Behault (1889-1981). Ils ont eu trois filles et un fils, mais pas d'autres descendants, de sorte que cette branche familiale s'est éteinte dans la lignée masculine en 1969.
      - Jean van Oldeneel tot Oldenzeel (1891-1954), appartenant à la noblesse belge, épousa Elisabeth Ernst de Brunswyck (1896-1983). Ils eurent huit enfants, avec une descendance jusqu'à nos jours.

  - Willem van Oldeneel tot Oldenzeel : appartenant à la noblesse néerlandaise (du nord).

En 1826, outre Karel-Hyacinthe van Oldeneel tot Oldenzeel, la reconnaissance de noblesse héréditaire, avec le titre de baron ou de baronne, est également accordée à ses frères et sœurs :
- Jean-Germain d'Oldeneel à Oldenzeel ;
- Sophie d'Oldeneel à Oldenzeel ;
- Charlotte d'Oldeneel à Oldenzeel.

## Littérature
- Généalogie van Oldeneel, in : Annuaire de la noblesse de Belgique, Bruxelles, 1868.
- WITTERT VAN HOOGLAND, Notes généalogiques concernant la famille van Oldenneel et van Oldeneel, 1909.
- Luc DUERLOO & Paul JANSSENS, Armoiries de la Noblesse Belge, Bruxelles, 1992.
- Oscar COOMANS DE BRACHÈNE, État présent de la noblesse belge, Annuaire 1995, Bruxelles, 1995.
- Pays-Bas Adelsboek 89 (2000-2001), p. 215-232.